# Sturmgewehr 45
Il Mauser Sturmgewehr 45 (letteralmente "fucile d'assalto 1945") è un prototipo di fucile d'assalto sviluppato dalla Mauser per la Wehrmacht alla fine della seconda guerra mondiale, utilizzando un meccanismo a massa battente con ritardo a rullini. Utilizza proiettili calibro 7,92 × 33 mm (7,92 millimetri Kurz) ed ha una cadenza di fuoco pari a circa 450 colpi al minuto.